# Ciénaga de Oro (ort)
Ciénaga de Oro är en ort i Colombia.   Den ligger i departementet Córdoba, i den norra delen av landet, 500 km norr om huvudstaden Bogotá. Ciénaga de Oro ligger 16 meter över havet och antalet invånare är 17 623.
Terrängen runt Ciénaga de Oro är platt. Runt Ciénaga de Oro är det ganska tätbefolkat, med 80 invånare per kvadratkilometer. Närmaste större samhälle är Cereté, 18,7 km väster om Ciénaga de Oro. Omgivningarna runt Ciénaga de Oro är huvudsakligen savann.